# يوقوري قوموق
يوقوري قوموق هي بلدة في مقاطعة غيجدفان في ولاية بخارى في أوزبكستان.